# Колінки
Колінки — село в Україні, у Чернелицькій селищній територіальній громаді Коломийського району Івано-Франківської області.
В минулому, село знаходилося в Городенківському районі.
Багато різних традицій, особливості діалекту та віросповідання є найактуальнішими й сьогодні.

## Історія
Згадується 6 січня 1448 року в книгах галицького суду.

## Населення
Згідно з переписом УРСР 1989 року чисельність наявного населення села становила 719 осіб, з яких 311 чоловіків та 408 жінок.
За переписом населення України 2001 року в селі мешкало 716 осіб.

### Мова
Розподіл населення за рідною мовою за даними перепису 2001 року:
| Мова       | Відсоток |
| ---------- | -------- |
| українська | 100%     |